# 宮田満雄
宮田 満雄（みやた みつお、1933年4月14日 - 2025年1月12日）は、日本のアメリカ文学者。関西学院大学名誉教授。関西学院大学社会学部教授、関西学院大学院長、聖和大学学長を歴任した。

## 経歴・人物
朝鮮・京城府出身。
1952年3月に関西学院高等部を卒業、1956年3月に関西学院大学文学部英文科を卒業し、同年4月から関西学院高等部教諭に就いた。
1960年7月から1962年3月まで、ペンシルバニア大学大学院に留学し、帰国後の1966年4月、甲南女子大学文学部専任講師（英語・米文学）に就任。1968年4月、関西学院大学社会学部専任講師、1970年4月同学部助教授、1976年4月同学部教授にそれぞれ就任する。
1989年4月から1998年3月まで、公募制復活後初の学校法人関西学院院長を務める。
1999年3月に関西学院を退職し、同年4月同大学名誉教授。また、1999年4月から聖和大学学長、2000年6月から聖和大学理事長、2003年4月から啓明女学院院長を務めた。
2025年1月12日、死去。91歳没。